# Apistogramma cacatuoides
Apistogramma cacatuoides (лат.) — вид лучепёрых рыб семейства цихловых, известный под названием карликовая цихлида какаду.

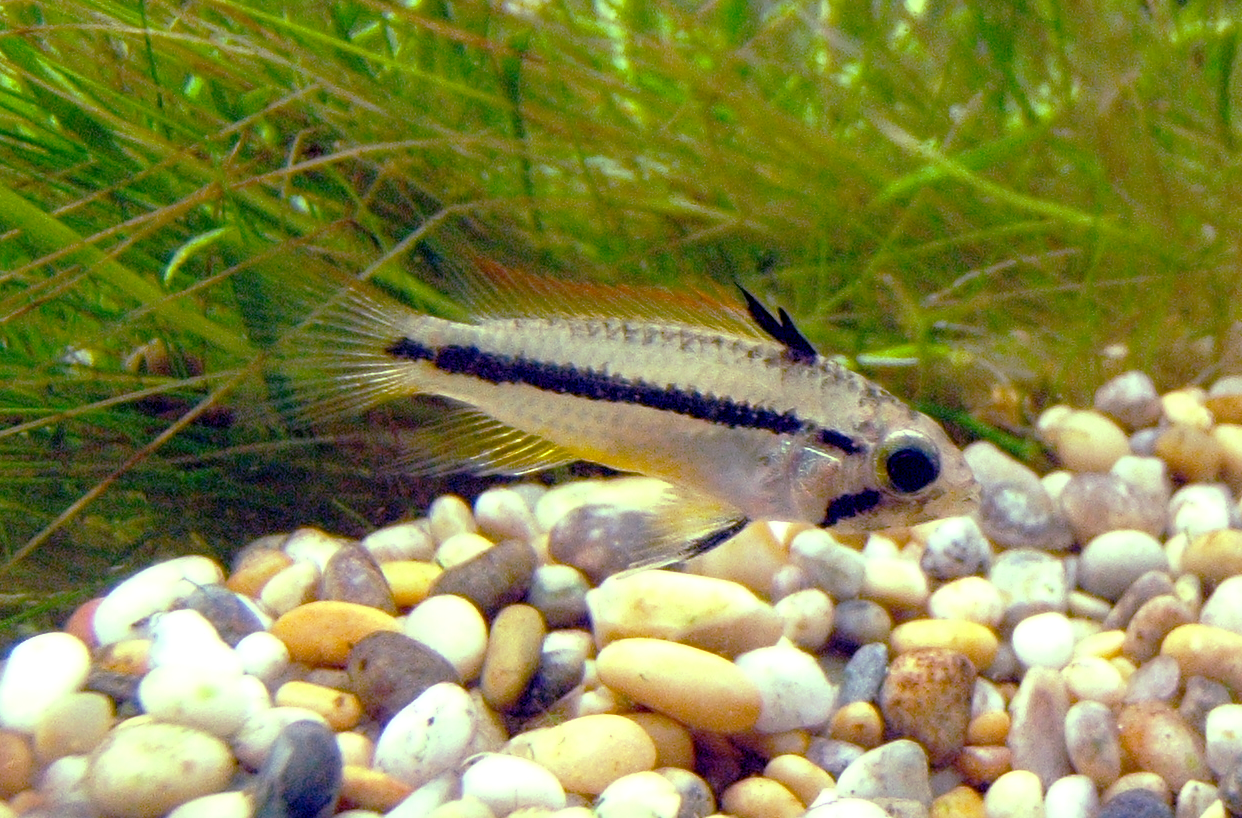
самка

Как и все виды цихловых апистограмм, этот вид также имеет небольшой ареал. До сих пор он был лишь возле перуанского города Пукальпа в реке Укаяли. Водятся они в небольших, неглубоких водоёмах тропических лесов. Рыбы стараются держаться в очень мелководных местах с температурой от 24 °C до 28 °C. Живут возле водных растений и камней, которые используют как убежища.

## Описание
Самец Какаду достигает 8 см в длину. Самка намного меньше и достигает только 5 см в длину, менее ярко окрашена. Рыбы имеют не очень длинное и умеренно высокое тело. Характерны 3-4 волнистые тёмные полосы в нижней части живота.

## Нерест
Самка прикрепляет икру на потолке в пещере, или на нижней стороне листка. Она ухаживает за выводком, в то время, как самец охраняет территорию.
Аквариумное разведение рыбок требует проведения селекции среди молоди. В противном случае через 2-3 поколения вместо ярких «попугаев» у вас будет блеклая серая рыба с единственным жёлтым глазком на хвостовом плавнике.